# Gora Kolokol'nja
Gora Kolokol'nja är ett berg i Antarktis. Det ligger i Östantarktis. Australien gör anspråk på området. Toppen på Gora Kolokol'nja är 389 meter över havet.
Terrängen runt Gora Kolokol'nja är kuperad österut, men västerut är den platt. Terrängen runt Kolokol'nja sluttar västerut.  Trakten är obefolkad. Det finns inga samhällen i närheten.